# AZAL Peşəkar Futbol Klubu
AZAL Baku é uma equipe azeri de futebol com sede em Bacu, capital de Azerbaijão. Disputa a primeira divisão de Azerbaijão (Liga Yuksak).
Seus jogos são mandados no AZAL Arena, que possui capacidade para 3.500 espectadores.

## História
O AZAL Baku foi fundado em 2005.